# ایستون (میزوری)
ایستون (به انگلیسی: Easton) یک شهر در ایالات متحده آمریکا است که در شهرستان بیوکانان، میزوری واقع شده‌است. ایستون ۱٫۵۰ کیلومتر مربع مساحت و ۲۳۴ نفر جمعیت دارد و ۲۸۱ متر بالاتر از سطح دریا قرار دارد.
- فهرست شهرهای ایالات متحده آمریکا بر پایه جمعیت